# Gârbău, Cluj
Gârbău là một xã thuộc hạt Cluj, România. Dân số thời điểm năm 2002 là 2647 người.